# فريد حافظ
فريد حافظ (من مواليد 23 ديسمبر 1981) عالم سياسي نمساوي ويشغل منصب أستاذ زائر متميز في الدراسات الدولية بكلية ويليامز  وباحث أول في مبادرة الجسر بجامعة جورجتاون .  قبل عمله في كلية ويليامز ، كان يعمل في قسم العلوم السياسية وعلم الاجتماع بجامعة سالزبورغ . 

## بداياته
ولد حافظ في مدينة ريّد إم كرايس، ولاية النمسا العليا، النمسا لأب من أصول مصرية وأم من أصول نمساوية. بعد انتقاله إلى العاصمة النمساوية فيينا ، وحصوله على شهادته الأولى في العلوم السياسية ، أنهى دراسته وحصل على الدكتوراه من جامعة فيينا في عام 2009.   حصل على شهادة التأهيل للأستاذية من جامعة سالزبورغ عام 2019. 

## التاريخ المهني
قبل وقت قصير من تقديم أطروحته، التي حلل فيها المناقشات البرلمانية حول حظر المساجد والمآذن في مقاطعتين نمساويتين،  نشر كتابه الأول "الإسلاموفوبيا في النمسا" مع الباحث بشؤون الشرق الأوسط جون بونزل .
منذ ذلك الحين ، نشر حافظ على نطاق واسع حول رهاب الاسلام. في عام 2010 أسس الكتاب السنوي لدراسات رهاب الاسلام وفي عام 2015 أنشأ التقرير الأوروبي عن رهاب الاسلام،  والذي يحرره الآن جنبًا إلى جنب مع عالم السياسة إينيس بيركلي في معهد ليوبولد فايس ، ومقره فيينا ، النمسا.  نشر فريد حافظ أيضًا منشورات عن الإسلام واليمين المتطرف لمؤسسة بروكينغز . 
هو عضو هيئة تدريس في مركز الأمن والحقوق والعرق التابع لجامعة روتجرز  وعضو في الكلية التابعة لمشروع البحث والتوثيق الخاص برهاب الاسلام في جامعة كاليفورنيا ، بيركلي . هو أيضاً عضو هيئة تدريس وباحث منتسب وعضو في مركز دراسات التيار اليميني بجامعة كاليفورنيا ، بيركلي  ومحرر للعديد من الأعمال حول رهاب الاسلام . 
من عام 2008 إلى عام 2010 ، أجرى فريد حافظ بحثاً في قسم قانون الدين والثقافة بجامعة فيينا ، قبل أن يبدأ التدريس في كلية تدريب المعلمين المسلمين في فيينا (2009 إلى 2014). في عام 2014 ، كان باحث زائر في جامعة كولومبيا. 
خلال العام الدراسي 2016/2017 ، كان أستاذ زائر في برنامج فولبرايت للدراسات النمساوية الأمريكية  في جامعة كاليفورنيا في بيركلي .  درّس فريد حافظ في قسم الدراسات الشرقية في جامعة فيينا وكذلك في جامعة كلاغنفورت .
ركزت أبحاثه في قسم العلوم السياسية وعلم الاجتماع بجامعة سالزبورغ على حركات الشباب المسلم في أوروبا. 
كما أنه يدرّس في عدد من المؤسسات الأكاديمية غير الجامعية مثل تحالف المواطنة العالمية.[28] في عام 2015 ، كان عضوًا في هيئة التدريس في زمالة أريان دي روتشيلد . يعمل حافظ أيضًا في هيئة تحرير مجلة التاريخ النمساوي الأمريكي .
منذ عام 2021 ، كان أستاذًا زائرًا للدراسات الدولية في كلية ويليامز.  في عام 2022 ، أصبح زميلًا لتدريس حقوق الإنسان في كلية سانت فرانسيس في مدينة نيويورك.

## الجوائز
في عام 2020 ، حصل فريد حافظ على جائزة "الإسلام على الحواف" من مركز الإسلام في العالم المعاصر التابع لجامعة شيناندواه. 
في عام 2009 ، مُنح فريد حافظ جائزة برونو كريسكي من معهد كارل رينر  للكتاب السياسي لعام 2009 عن كتابه "الإسلاموفوبيا في النمسا".
صنفت مجلة الثقافة النمساوية فريد حافظ كواحد من 100 "نمساويون ذو مستقبل خاص". 

## الظهور العلني
ينشر حافظ بانتظام في وسائل الإعلام النمساوية والدولية مثل هآرتس ،  ميدل إيست آي ،  ديلي صباح ،  در ستاندرد ودي برسا . وهو شريك دائم في إجراء المقابلات مع وسائل الإعلام الدولية ، من بينها بي بي سي ،  وواشنطن بوست  والديمقراطية الآن. 

## المناصب العلمية الرئيسية
يتفق حافظ مع ما يسميه "نهج ما بعد الاستعمار القائم على دراسات العنصرية" في دراسة رهاب الإسلام. 
"تكشف العديد من الإجراءات المتخذة لتنظيم العلاقات بين الإسلام والدولة عن نهج يحاول من جانب إعطاء الإسلام مكانًا في مجتمعهم ، ومن جانب آخر يشير بوضوح إلى التصور النمطي للمسلم التي يكون فيها مفهوم أوروبا معبر عن التنوير والحداثة والتقدم ، والإسلام والمسلمون هم عكس ذلك. ومن ثم ، يمكننا أن نلاحظ فكرة "تحضير" الإسلام التي تعود إلى الحقبة الاستعمارية وتقدم تقسيماً بين المسلم الصالح والسيئ. المسلم الأول هو الذي يخضع للدولة وقواعدها ، مقابل المسلم الثاني غير المتحضر ، البربري ، الغريب ، المعرض للتطرف والتعصب وغير القادر على الاندماج في الحداثة. هذا يبين كيف أن الدول تضفي الشرعية على تدخلها بناءً على هذا التخيل المعاد إنتاجه للمسلمين السيئين ، وبالتالي تسعى إلى "تحضير" المسلمين ، لتذكيرنا مرة أخرى بـ "عبء الرجل الأبيض". 
أكثر مقال لفريد حافظ اقتباساً هو "تغيير الحدود: رهاب الإسلام كأرضية مشتركة لبناء وحدة يمينية لعموم أوروبا" ، والتي ظهرت في المجلة المحمكة "أنماط التحيز" . في هذا المقال ، يجادل فريد حافظ بأن "رهاب الإسلام أصبحت أداة مفيدة للأحزاب اليمينية لتعبئة الناخبين في العديد من الدول الأوروبية" وأنه حدث في نفس الوقت تحول من قبل الأحزاب اليمينية المتطرفة المعادية للسامية لكسب قبول أوسع في التيار الرئيسي للمجتمعات من خلال إبعاد نفسها عن صورة معاداة السامية السابقة المعروفة عنها". 
اكتسب مفهوم حافظ عن "شعبوية رهاب الإسلام" بعض الجاذبية في أبحاث الأحزاب السياسية اليمينية المتطرفة المعاصرة في أوروبا.  لقد طور مفهوم "شعبوية رهاب الإسلام" من خلال توليف مفاهيم الشعبوية وكراهية الإسلام بمساعدة تحليل الخطاب النقدي . 

## الاستشهادات
اعتبارًا من أبريل 2023 ، تسرد اقتباسات الباحث العلمي الخاص بجوجل 1447 اقتباسًا من أعمال فريد حافظ ؛ مؤشر H هو 18.
يسرد مركز المكتبة الرقمية على الإنترنت ووورلد كات حاليًا 58 عملاً للمؤلف في 138 منشوراً بلغتين و 1214 مكتبة.  تم تضمين 28 من مقالاته في سكوبس . 

## المؤلفات
حافظ لديه سجل نشر واسع. قام بتأليف أو تأليف أو تحرير أكثر من 140 إصدار، بما في ذلك العديد من المقالات في المجلات الأكاديمية رفيعة المستوى. 
كمؤلف واحد:
- الإسلام العدو Feindbild Islam. Zur Salonfähigkeit von Rassismus
- إسمي مالكوم إكس، حياة ثائر Mein ist Malcolm X: Das Leben eines Revolutionärs.
- الإسلاموفوبيا الشعبوية: Moschee- und Minarettbauverbote österreichischer Parlamentsparteien
- أنس شاكفة: الوجه النمساوي للإسلام Anas Schakfeh: Das österreichische Gesicht des Islams
- المفكرون الإسلاميون السياسيون: مقدمة في تاريخ الفكر الإسلامي السياسي Islamisch-politische Denker: Eine Einführung in die islamisch-politische Ideengeschichte
- شاب، مسلم، نمساوي Jung, muslimisch, österreichisch

كمؤلف مشارك:
- صعود رهاب الإسلام عالمياً مع الحرب على الإرهابThe rise of global Islamophobia in the War on Terror. Coloniality, race, and Islam (together with Naved Bakali)
- رهاب الإسلام في المجتمعات ذات الأغلبية المسلمة (مع إيناس بيركلي ) Islamophobia in Muslim Majority Societies (together with Enes Bayrakli)
- رهاب الإسلام في النمساIslamophobie in Österreich (, Islamophobia in Austria, together with John Bunzl)
- منذ عام 2010: الكتاب السنوي لدراسات رهاب الإسلام Islamophobia Studies Yearbook
- من اليمين المتطرف إلى التيار السائد: رهاب الإسلام في سياسات الاحزاب والإعلام From the Far Right to the Mainstream: Islamophobia in Party Politics and the Media (together with Humayun Ansari)
- منذ عام 2016: تقرير رهاب الإسلام الأوروبي (مع إيناس بيركلي ) since 2016 European Islamophobia Report (together with Enes Bayraklı)